# Ramón Rodríguez da Silva
Ramón Rodríguez da Silva (* 22. August 1990 in Ipiaú) ist ein brasilianischer ehemaliger Fußballspieler.

## Karriere
Ramón spielte 2009 sieben Mal für den Itabuna EC in der Staatsmeisterschaft von Bahia. Im Februar 2009 wechselte er in die Niederlande zu AZ Alkmaar. Bei Alkmaar sollte er jedoch nie für die Profis spielen. Im Sommer 2011 kehrte er zu Itabuna zurück. Im Januar 2012 wechselt er in die Slowakei zum FK AS Trenčín. Sein Debüt für Trenčín in der Corgoň liga gab er im Juli 2014, als er am ersten Spieltag der Saison 2012/13 gegen den FC Nitra in der Startelf stand. Bis Saisonende kam er zu 30 Einsätzen in der höchsten slowakischen Spielklasse. Mit dem Verein qualifizierte er sich als Tabellendritter für den Europacup. Sein internationales Debüt gab er im Juli 2013 gegen den IFK Göteborg. Mit den Slowaken scheiterte er in der Qualifikation zur UEFA Europa League in der dritten Runde gegen Astra Giurgiu. In der Saison 2013/14 kam Ramón zu 18 Einsätzen in der Corgoň liga und qualifizierte sich mit seinem Verein als Vizemeister abermals für die Europa-League-Qualifikation. Trenčín scheiterte abermals in der dritten Runde, diesmal an Hull City. Im August 2014 erzielte er bei einem 1:1-Remis gegen den FK Senica sein erstes Tor in der höchsten slowakischen Spielklasse. Mit Trenčín wurde er in der Saison 2014/15 erstmals in der Vereinsgeschichte Meister. In der Meistersaison kam er zu 25 Ligaeinsätzen, in denen er ein Tor erzielte. In der Qualifikation zur UEFA Champions League scheiterte er mit dem Verein in der folgenden Spielzeit allerdings direkt in der zweiten Runde an Steaua Bukarest.
Im August 2015 wechselte Ramón nach Dänemark zum FC Nordsjælland. In der Saison 2015/16 kam er zu 23 Einsätzen für Nordsjælland in der Superliga. Nach weiteren sechs Einsätzen in der Saison 2016/17 wechselte er im August 2016 zum Ligakonkurrenten SønderjyskE Fodbold. Bei SønderjyskE konnte er sich allerdings nie durchsetzen und kam nur zu 25 Einsätzen in der Superliga in drei Spielzeiten beim Verein. Nach seinem Vertragsende bei den Dänen verließ er den Verein nach der Saison 2019/20. Nach mehreren Monaten ohne Verein wechselte er im Februar 2020 nach Österreich zu den drittklassigen Amateuren des FC Wacker Innsbruck. Nach der Saison 2019/20 verließ er den Verein ohne Einsatz wieder, nachdem die Regionalligasaison abgebrochen worden war.